# NGC 3288
NGC 3288 (również PGC 31446 lub UGC 5752) – galaktyka spiralna z poprzeczką (SBbc), znajdująca się w gwiazdozbiorze Wielkiej Niedźwiedzicy. Odkrył ją William Herschel 9 kwietnia 1793 roku. Jest to galaktyka z aktywnym jądrem typu LINER.